# Piotr Stawecki
Piotr Paweł Stawecki (ur. 3 czerwca 1930 w Ciechocinku, zm. 7 września 2015 w Zalesiu Górnym) – polski historyk wojskowości.

## Życiorys
Syn Stefana oraz Anny z domu Kołowrocka. Był najmłodszym z pięciorga dzieci Staweckich. Jego naukę przerwał wybuch II wojny światowej, którą po wojnie kontynuował w miejscowej szkole powszechnej. Był wraz z rodziną wysiedlony przez niemieckiego okupanta, znajdując schronienie w ubogiej wsi w okolicy Kołbieli leżącej na obszarze Generalnego Gubernatorstwa. Będąc tam zaznał goryczy niedostatku i poniewierki, a szczególnie dotkliwej, kiedy w 1941 roku zmarł mu ojciec. Jeszcze w 1943 lub 1944 roku rodzina otrzymała wiadomość o prawdopodobnej śmierci wuja Zygmunta Kołowrockiego, podporucznika rezerwy, nauczyciela. Później okazało się, że w 1940 roku został rozstrzelany przez NKWD w Charkowie. Po zakończeniu wojny powrócił do rodzinnego miasta, gdzie uzupełnił wykształcenie i kontynuował naukę na poziomie średnim: początkowo w Gimnazjum Salezjanów w pobliskim Aleksandrowie Kujawskim, a następnie w nowo otwartym Gimnazjum i Liceum Ogólnokształcącym im. Stanisława Staszica w Ciechocinku, w którym w 1950 roku otrzymał świadectwo maturalne. W latach 1950–1952 studiował historię na Uniwersytecie Mikołaja Kopernika w Toruniu, w latach 1952-1953 na Uniwersytecie Warszawskim, w latach 1953-1959 pracował jako kustosz i archiwista w Centralnym Archiwum Wojskowym, w 1955 wznowił studia historyczne jako ekstern na Uniwersytecie Warszawskim, w 1958 obronił pracę magisterską napisaną pod kierunkiem Stefana Kieniewicza.
W 1969 obronił na Uniwersytecie Warszawskim pracę doktorską Wojsko a polityka wewnętrzna Drugiej Rzeczypospolitej w latach 1935-1939 napisaną pod kierunkiem Henryka Jabłońskiego i w tym samym roku rozpoczął pracę w Wojskowym Instytucie Historycznym, kolejno jako adiunkt (1969-1980), docent (1980-1991) i profesor (1991-1998), w latach 1992-1998 kierował tam Zakładem Polskiej i Powszechnej Historii Wojskowej do 1939 r. W 1980 otrzymał stopień doktora habilitowanego (w Instytucie Historii PAN), w 1991 tytuł profesora nauk humanistycznych.
Był członkiem rady naukowej Wojskowego Instytutu Historycznego (1982-2000) i Polskiego Słownika Biograficznego (1985-2000). Od 1958 był członkiem Polskiego Towarzystwa Historycznego, w latach 1992-1996 należał do ZG PTH.
Otrzymał wyróżnienie Ministra Obrony Narodowej – zespołowe w 1968 i indywidualnie w 1983. W 1979 roku otrzymał zespołową nagrodą Ministra Obrony Narodowej I stopnia. W 1987 roku został wyróżniony zespołową nagrodą Ministra Nauki i Szkolnictwa Wyższego II stopnia.
Jego synem jest Tomasz Stawecki

## Ordery i odznaczenia
- Krzyż Kawalerski Orderu Odrodzenia Polski[4] – 1993
- Medal Komisji Edukacji Narodowej – 1987[1]

## Książki
- Następcy komendanta. Wojsko a polityka wewnętrzna Drugiej Rzeczypospolitej w latach 1935-1939 (1969)
- Polityka wojskowa Polski 1921-1926 (1981)
- Słownik biograficzny generałów Wojska Polskiego. 1918-1939 (1994)
- Oficerowie dyplomowani wojska Drugiej Rzeczypospolitej (1997)
- Konstytucje Polski a siły zbrojne 1791-1935. Studium historyczno-prawne (1999)
- Z badań nad dyscypliną, przestępczością i moralnością wojska Drugiej Rzeczypospolitej (2000)
- Z dziejów wojskowości Drugiej Rzeczypospolitej (2001)
- Attaché wojskowi Drugiej Rzeczypospolitej (2004)
- Wojsko Marszałka Józefa Piłsudskiego 12 V 1926 - 12 V 1935 (2004)
- Generałowie polscy. Zarys portretu zbiorowego 1776-1945 (2010)
- Następca komendanta. Edward Śmigły-Rydz (2014) - z Markiem Jabłonowskim